# Bretagne-Schuller/Saison 2010
Dieser Artikel listet Erfolge und Mannschaft des Radsportteams Bretagne-Schuller in der Saison 2010 auf.

## Saison 2010

### Erfolge in der UCI Europe Tour
In der Saison 2010 gelangen dem Team nachstehende Erfolge in der UCI Europe Tour.
| Datum          | Rennen                            | Kat. | Fahrer           |
| -------------- | --------------------------------- | ---- | ---------------- |
| 27. März       | 7. Etappe Tour de Normandie       | 2.2  | Laurent Pichon   |
| 11. April      | 4. Etappe Circuit des Ardennes    | 2.2  | Florian Vachon   |
| 17. April      | Tour du Finistère                 | 1.1  | Florian Vachon   |
| 1. Mai         | 7. Etappe Tour de Bretagne        | 2.2  | Gaël Malacarne   |
| 14. Mai        | 2. Etappe Rhône-Alpes Isère Tour  | 2.2  | Sébastien Duret  |
| 30. Mai        | Boucles de l’Aulne                | 1.1  | Jean-Luc Delpech |
| 10. Juni       | 2. Etappe Circuito Montañés       | 2.2  | Noan Lelarge     |
| 11. Juni       | 3. Etappe Circuito Montañés       | 2.2  | Lilian Jégou     |
| 13. Juni       | 5. Etappe Circuito Montañés       | 2.2  | Gaël Malacarne   |
| 18. Juni       | 1. Etappe Route du Sud            | 2.1  | Florian Vachon   |
| 20. Juni       | 3. Etappe Boucles de la Mayenne   | 2.2  | Jean-Luc Delpech |
| 18. Juli       | Grand Prix Cristal Energie        | 1.2  | Lilian Jégou     |
| 25. Juli       | 3. Etappe Kreiz Breizh Elites     | 2.2  | Johan Le Bon     |
| 24.–26. Juli   | Gesamtwertung Kreiz Breizh Elites | 2.2  | Johan Le Bon     |
| 12.–15. August | Gesamtwertung Mi-Août Bretonne    | 2.2  | Jean-Luc Delpech |

### Zugänge – Abgänge
| Zugänge           | Team 2009               | Abgänge           | Team 2010        |
| ----------------- | ----------------------- | ----------------- | ---------------- |
| Eduardo Gonzalo   | Agritubel               | Dimitri Champion  | Ag2r La Mondiale |
| Florian Guillou   | Roubaix Lille Métropole | Yann Rault        | AC Lanester 56   |
| Florian Vachon    | Roubaix Lille Métropole | Romain Lebreton   | VS Chartres      |
| Mathieu Halleguen | Neoprofi                | Antoine Dalibard  | Karriereende     |
| Romain Hardy      | Neoprofi                | Nicolas Hartman   | Unbekannt        |
| Laurent Pichon    | Neoprofi                | Cyrille Monnerais | Unbekannt        |
|                   |                         | Yann Pivois       | Unbekannt        |

### Mannschaft
| Name                | Geburtstag        | Nationalität |
| ------------------- | ----------------- | ------------ |
| Jean-Marc Bideau    | 8. April 1984     | Frankreich   |
| Stéphane Bonsergent | 3. September 1977 | Frankreich   |
| Jean-Luc Delpech    | 27. Oktober 1979  | Frankreich   |
| Sébastien Duret     | 3. September 1980 | Frankreich   |
| Eduardo Gonzalo     | 25. August 1983   | Spanien      |
| Florian Guillou     | 29. Dezember 1982 | Frankreich   |
| Mathieu Halleguen   | 11. Oktober 1988  | Frankreich   |
| Romain Hardy        | 24. August 1988   | Frankreich   |
| Lilian Jégou        | 20. Januar 1976   | Frankreich   |
| Nicolas Jouanno     | 31. Oktober 1987  | Frankreich   |
| Johan Le Bon        | 3. Oktober 1990   | Frankreich   |
| Noan Lelarge        | 23. Juni 1975     | Frankreich   |
| Gaël Malacarne      | 2. April 1986     | Frankreich   |
| Laurent Pichon      | 19. Juli 1986     | Frankreich   |
| Florian Vachon      | 2. Januar 1985    | Frankreich   |